# ليزا لي
ليزا لي (بالألمانية: Liza Li)‏ هي مغنية ألمانية، ولدت في 1988 في دوسلدورف في ألمانيا.

## وصلات خارجية
- ليزا لي على موقع ميوزك برينز (الإنجليزية)
- ليزا لي على موقع ديسكوغز (الإنجليزية)